# Omega European Masters
L'Omega European Masters est un tournoi de golf professionnel pour hommes faisant partie de l'European Tour, qui se joue en Suisse à Crans-Montana (chaque année au début du mois de septembre).

Il se déroule sur un parcours avec de magnifiques conditions de jeu au milieu des Alpes suisses. Le parcours propose aux joueurs de larges fairways et des greens particulièrement difficiles à négocier, re-dessinés en 1997 par le champion espagnol Severiano Ballesteros. Ce dernier a d'ailleurs inscrit son nom au palmarès de l'épreuve à plusieurs reprises, palmarès qui compte d'ailleurs d'autres grands noms du golf comme Colin Montgomerie, Ernie Els, Luke Donald, Sergio García ou Nick Faldo. 
L'avenir du tournoi est assuré avec la reconduction du contrat avec le sponsor principal du tournoi Omega qui a prolongé sa collaboration en 2012 pour 5 ans avec le comité d'organisation. Avant l'horloger suisse, les marques Canon et, plus tôt encore, Ebel, ont assumé le rôle de sponsor principal.

## Éditions
Toutes les éditions de l'Omega European Masters ont apporté leur lot de nouveautés, d'émotions et de sensations. Cependant, certaines dates marquent des tournants dans l'évolution du tournoi. Voici une liste non exhaustive de ces dates clés :

### 1923
Le tournoi a lieu pour la première fois en Engadine sous le nom de "Swiss Open".

### 1939
Pour la première fois, le tournoi a lieu à Crans-Montana.

### 1948
Après 8 ans de pause en raison de la guerre, Crans-Montana remet sur pied ce tournoi, qui aura dorénavant lieu chaque année sur le golf de Crans-sur-Sierre.

### 1982
Ebel devient sponsor en titre du tournoi.

### 1983
Le tournoi prend une nouvelle dimension, plus internationale, et devient l'European Masters.

### 1991
Canon remplace Ebel en tant que sponsor en titre du tournoi.

### 1997
Le parcours est entièrement redessiné par Severiano Ballesteros.

### 2001
Omega devient à son tour sponsor en titre du tournoi. La célèbre marque horlogère suisse donne encore aujourd'hui son nom à la manifestation.

### 2006
Pour la première fois, une femme est invitée à participer au tournoi. C'est Michelle Wie qui défie les hommes. mais elle ne parvient pas à passer le cut.

### 2009
Un partenariat est engagé avec l'Asian Tour. Les 30 meilleurs joueurs du Tour Asiatique pourront venir se mesurer à leurs homologues européens.

## Vainqueurs
| 1923                              | Alec Ross                                 | Écosse                                    |                                           |                                           |                                           |                                           |
| 1924                              | Percy Boomer                              | Angleterre                                |                                           |                                           |                                           |                                           |
| 1925                              | Alec Ross                                 | Écosse                                    |                                           |                                           |                                           |                                           |
| 1926                              | Alec Ross                                 | Écosse                                    |                                           |                                           |                                           |                                           |
| 1927-28                           | Pas de tournoi                            | Pas de tournoi                            | Pas de tournoi                            | Pas de tournoi                            |                                           |                                           |
| 1929                              | Alex Wilson                               | Angleterre                                |                                           |                                           |                                           |                                           |
| 1930                              | Auguste Boyer                             | France                                    |                                           |                                           |                                           |                                           |
| 1931                              | Marcel Dallemagne                         | France                                    |                                           |                                           |                                           |                                           |
| 1932-33                           | Pas de tournoi                            | Pas de tournoi                            | Pas de tournoi                            | Pas de tournoi                            |                                           |                                           |
| 1934                              | Auguste Boyer                             | France                                    |                                           |                                           |                                           |                                           |
| 1935                              | Auguste Boyer                             | France                                    |                                           |                                           |                                           |                                           |
| 1936                              | Francis Francis                           | Angleterre                                |                                           |                                           |                                           |                                           |
| 1937                              | Marcel Dallemagne                         | France                                    |                                           |                                           |                                           |                                           |
| 1938                              | Jean Saubaber                             | France                                    |                                           |                                           |                                           |                                           |
| 1939                              | Firmin Cavalo Jr                          | France                                    |                                           |                                           |                                           |                                           |
| 1940-47                           | Pas de tournoi                            | Pas de tournoi                            | Pas de tournoi                            | Pas de tournoi                            |                                           |                                           |
| 1948                              | Ugo Grappasonni                           | Italie                                    |                                           |                                           |                                           |                                           |
| 1949                              | Marcel Dallemagne                         | France                                    |                                           |                                           |                                           |                                           |
| 1950                              | Aldo Casera                               | Italie                                    |                                           |                                           |                                           |                                           |
| 1951                              | Eric Brown                                | Écosse                                    |                                           |                                           |                                           |                                           |
| 1952                              | Ugo Grappasonni                           | Italie                                    |                                           |                                           |                                           |                                           |
| 1953                              | Flory Van Donck                           | Belgique                                  |                                           |                                           |                                           |                                           |
| 1954                              | Bobby Locke                               | Afrique du Sud                            |                                           |                                           |                                           |                                           |
| 1955                              | Flory Van Donck                           | Belgique                                  |                                           |                                           |                                           |                                           |
| 1956                              | Dai Rees                                  | Pays de Galles                            |                                           |                                           |                                           |                                           |
| 1957                              | Alfonso Angelini                          | Italie                                    |                                           |                                           |                                           |                                           |
| 1958                              | Ken Bousfield                             | Angleterre                                |                                           |                                           |                                           |                                           |
| 1959                              | Dai Rees                                  | Pays de Galles                            |                                           |                                           |                                           |                                           |
| 1960                              | Harold Henning                            | Afrique du Sud                            |                                           |                                           |                                           |                                           |
| 1961                              | Kel Nagle                                 | Australie                                 |                                           |                                           |                                           |                                           |
| 1962                              | Bob Charles                               | Nouvelle-Zélande                          |                                           |                                           |                                           |                                           |
| 1963                              | Dai Rees                                  | Pays de Galles                            |                                           |                                           |                                           |                                           |
| 1964                              | Harold Henning                            | Afrique du Sud                            |                                           |                                           |                                           |                                           |
| 1965                              | Harold Henning                            | Afrique du Sud                            |                                           |                                           |                                           |                                           |
| 1966                              | Alfonso Angelini                          | Italie                                    |                                           |                                           |                                           |                                           |
| 1967                              | Randall Vines                             | Australie                                 |                                           |                                           |                                           |                                           |
| 1968                              | Roberto Bernardini                        | Italie                                    |                                           |                                           |                                           |                                           |
| 1969                              | Roberto Bernardini                        | Italie                                    |                                           |                                           |                                           |                                           |
| 1970                              | Graham Marsh                              | Australie                                 |                                           |                                           |                                           |                                           |
| 1971                              | Peter Townsend                            | Angleterre                                |                                           |                                           |                                           |                                           |
| 1972                              | Graham Marsh                              | Australie                                 |                                           |                                           |                                           |                                           |
| 1973                              | Hugh Baiocchi                             | Afrique du Sud                            |                                           |                                           |                                           |                                           |
| 1974                              | Bob Charles                               | Nouvelle-Zélande                          |                                           |                                           |                                           |                                           |
| 1975                              | Dale Hayes                                | Afrique du Sud                            |                                           |                                           |                                           |                                           |
| 1976                              | Manuel Piñero                             | Espagne                                   |                                           |                                           |                                           |                                           |
| 1977                              | Severiano Ballesteros                     | Espagne                                   |                                           |                                           |                                           |                                           |
| 1978                              | Severiano Ballesteros                     | Espagne                                   |                                           |                                           |                                           |                                           |
| 1979                              | Hugh Baiocchi                             | Afrique du Sud                            |                                           |                                           |                                           |                                           |
| 1980                              | Nick Price                                | Zimbabwe                                  |                                           |                                           |                                           |                                           |
| 1981                              | Manuel Piñero                             | Espagne                                   |                                           |                                           |                                           |                                           |
| Swiss Open                        |                                           |                                           |                                           |                                           |                                           |                                           |
| 1982                              | Ian Woosnam                               | Pays de Galles                            |                                           |                                           |                                           |                                           |
| Ebel European Masters Swiss Open  |                                           |                                           |                                           |                                           |                                           |                                           |
| 1983                              | Nick Faldo                                | Angleterre                                |                                           |                                           |                                           |                                           |
| 1984                              | Jerry Anderson                            | Canada                                    |                                           |                                           |                                           |                                           |
| 1985                              | Craig Stadler                             | États-Unis                                |                                           |                                           |                                           |                                           |
| 1986                              | José Maria Olazábal                       | Espagne                                   |                                           |                                           |                                           |                                           |
| 1987                              | Anders Forsbrand                          | Suède                                     |                                           |                                           |                                           |                                           |
| 1988                              | Chris Moody                               | Angleterre                                |                                           |                                           |                                           |                                           |
| 1989                              | Severiano Ballesteros                     | Espagne                                   |                                           |                                           |                                           |                                           |
| 1990                              | Ronan Rafferty                            | Irlande                                   | -21                                       | 2                                         |                                           |                                           |
| Canon European Masters Swiss Open |                                           |                                           |                                           |                                           |                                           |                                           |
| 1991                              | Jaffes Hawkes                             | Afrique du Sud                            | -20                                       | 1                                         |                                           |                                           |
| Canon European Masters            |                                           |                                           |                                           |                                           |                                           |                                           |
| 1992                              | Jamie Spence                              | Angleterre                                | -17                                       | Playoff(2)                                |                                           |                                           |
| 1993                              | Barry Lane                                | Angleterre                                | -18                                       | 1                                         |                                           |                                           |
| 1994                              | Eduardo Romero                            | Argentine                                 | -22                                       | 1                                         |                                           |                                           |
| 1995                              | Mathias Grönberg                          | Suède                                     | -18                                       | 2                                         |                                           |                                           |
| 1996                              | Colin Montgomerie                         | Écosse                                    | -24                                       | 4                                         |                                           |                                           |
| 1997                              | Constantino Rocca                         | Italie                                    | -18                                       | 1                                         |                                           |                                           |
| 1998                              | Sven Strüver                              | Allemagne                                 | -21                                       | Playoff(2)                                |                                           |                                           |
| 1999                              | Lee Westwood                              | Angleterre                                | -14                                       | 2                                         |                                           |                                           |
| 2000                              | Eduardo Romero                            | Argentine                                 | -23                                       | 10                                        |                                           |                                           |
| Omega European Masters            |                                           |                                           |                                           |                                           |                                           |                                           |
| 2001                              | Ricardo Gonzalès                          | Argentine                                 | -16                                       | 3                                         |                                           |                                           |
| 2002                              | Robert Karlsson                           | Suède                                     | -14                                       | 4                                         |                                           |                                           |
| 2003                              | Ernie Els                                 | Afrique du Sud                            | -17                                       | 6                                         |                                           |                                           |
| 2004                              | Luke Donald                               | Angleterre                                | -19                                       | 5                                         |                                           |                                           |
| 2005                              | Sergio García                             | Espagne                                   | -14                                       | 1                                         |                                           |                                           |
| 2006                              | Bradley Dredge                            | Pays de Galles                            | -17                                       | 8                                         |                                           |                                           |
| 2007                              | Brett Rumford                             | Australie                                 | -16                                       | Playoff(1)                                |                                           |                                           |
| 2008                              | Jean-François Lucquin                     | France                                    | -13                                       | Playoff(2)                                |                                           |                                           |
| 2009                              | Alex Noren                                | Suède                                     | -20                                       | 2                                         |                                           |                                           |
| 2010                              | Miguel Ángel Jiménez                      | Espagne                                   | -21                                       | 3                                         |                                           |                                           |
| 2011                              | Thomas Bjørn                              | Danemark                                  | -20                                       | 4                                         |                                           |                                           |
| 2012                              | Richie Ramsay                             | Écosse                                    | -16                                       | 4                                         |                                           |                                           |
| 2013                              | Thomas Bjørn                              | Danemark                                  | -20                                       | Playoff(1)                                |                                           |                                           |
| 2014                              | David Lipsky (en)                         | États-Unis                                | -18                                       | Playoff(1)                                |                                           |                                           |
| 2015                              | Danny Willett                             | Angleterre                                | -17                                       | 1                                         |                                           |                                           |
| 2016                              | Alex Noren                                | Suède                                     | -17                                       | Playoff(1)                                |                                           |                                           |
| 2017                              | Matthew Fitzpatrick                       | Angleterre                                | -14                                       | Playoff(1)                                |                                           |                                           |
| 2018                              | Matthew Fitzpatrick                       | Angleterre                                | -17                                       | Playoff(1)                                |                                           |                                           |
| 2019                              | Sebastian Söderberg                       | Suède                                     | -14                                       | Playoff(1)                                |                                           |                                           |
| 2020                              | Annulé pour cause de pandémie de Covid-19 | Annulé pour cause de pandémie de Covid-19 | Annulé pour cause de pandémie de Covid-19 | Annulé pour cause de pandémie de Covid-19 | Annulé pour cause de pandémie de Covid-19 | Annulé pour cause de pandémie de Covid-19 |
| 2021                              | Rasmus Højgaard                           | Danemark                                  | -13                                       | 1                                         |                                           |                                           |
| 2022                              | Thriston Lawrence                         | Afrique du Sud                            | -18                                       | Playoff(1)                                |                                           |                                           |
| 2023                              | Ludvig Åberg                              | Suède                                     | -19                                       | 2                                         |                                           |                                           |
| 2024                              | Matt Walace                               | Angleterre                                | -11                                       | Playoff(1)                                |                                           |                                           |

Le chiffre entre parenthèses suivant « playoff » indique le nombre de joueurs, vainqueur non compris.